# América (RN)
América Futebol Clube este un club de fotbal din Natal, Rio Grande do Norte, Brazilia. 

## Palmares
- Copa do Nordeste: 1

1998
- Campeonato Potiguar: 34

1919, 1920, 1922, 1926, 1927, 1930, 1931, 1943, 1946, 1948, 1949, 1951, 1952, 1956, 1957, 1967, 1969, 1974, 1975, 1977, 1979, 1980, 1981, 1982, 1987, 1988, 1989, 1991, 1992, 1996, 2002, 2003, 2012, 2014.
- Taça Almir / Norte-Nordeste: 1

1973
- Copa RN: 3

2006, 2012, 2013
- Campeonato Brasileiro Série B : 0

Locul 2 (1): 1996
- Campeonato Brasileiro Série C : 0

Locul 2 (1): 2005

## Internaționali importanți
Hermogenes
Joel
Britto